# تنوب (الرجم)

تعديل مصدري - تعديل

تنوب هي إحدى قرى عزلة البشاري بمديرية الرجم التابعة لمحافظة المحويت، بلغ تعداد سكانها 129 نسمة حسب تعداد اليمن لعام 2004.